# Simeon-Sankt Johannes Sogn
Simeon-Sankt Johannes Sogn er et sogn i Nørrebro Provsti (Københavns Stift). Sognet ligger i Københavns Kommune (Region Hovedstaden). Indtil Kommunalreformen i 2007 lå det i Københavns Kommune (Københavns Amt), og indtil Kommunalreformen i 1970 lå det i Sokkelund Herred (Københavns Amt). I Simeon-Sankt Johannes Sogn ligger Simeons Kirke, Sankt Johannes Kirke, Rigshospitalets Kirke og De Gamles Bys Kirke.
Sognet er dannet af Simeons, De Gamles Bys og Sankt Johannes Sogn i 2008.